# Araneus ubicki
Araneus ubicki là một loài nhện trong họ Araneidae.
Loài này thuộc chi Araneus. Araneus ubicki được Herbert Walter Levi miêu tả năm 1991.